# Spilimbergo
Spilimbergo (furlansko Spilimberc, nemško Spengenberg) je italijansko mesto in občina z 12.000 prebivalci v deželi Furlanija-Julijska krajina, na ledenodobni terasi nad desnim bregom reke Tilment.
Zgodovinsko mesto je bilo upravno del nekdanje Pokrajine Pordenone, sedaj pa je predvideno, da bo občina postala del novooblikovane medobčinske zveze Tilment, katere sedež je v bližnjem San Vitu al Tagliamento, vendar pristopne listine Občina Spilimbergo doslej ni podpisala.

## Zgodovina
Območje je bilo zagotovo naseljeno že v bronasti dobi, o čemer pričajo ostanki utrdbe pri Gradisci, na levem bregu potoka Cosa, ki jo uvrščajo v čas t. i. kaštelirske kulture. Najstarejši ohranjeni dokument, ki omenja Castrum de Spengenberg, je iz leta 1120. V obdobju med 1420 do 1797 je mesto spadalo pod oblast Benetk. Leta 1797 je Spilimbergo postal del Svetega rimskega cesarstva in kasneje Avstrijskega cesarstva, sestavni del Kraljevine Italije pa je bil od leta 1866 do 1946.

### Potresa leta 1976
Leta 1976 sta mesto v veliki meri prizadejala uničujoča potresa 6. maja in 15. septembra. Uničila sta številne zgradbe, ki jih nista poškodovali obe svetovni vojni. Po potresu so mesto postopoma obnovili, uporabljajoč kriterije protipotresne gradnje, preveč poškodovane stavbe pa nadomestili z novimi.

## Razvoj naselja
V srednjem veku se je v povezavi z gradom mogočne koroške plemiške rodbine Spengenberg (zgrajenim v 11. stoletju) na naravni terasi nad reko Tilment razvila naselbina, iz imena rodbine oz. gradu izvira tudi današnje ime mesta Spilimbergo. Grad je tedaj predstavljal center enega največjih fevdov v Furlaniji, ki ga je upravljala plemiška rodbina nemškega porekla, katere grbovni simbol je bil lev. Prvo mogočno obzidje so zgradili med kmečkim uporom leta 1511 in ga je le nekaj tednov zatem porušil potres. Naselje so postopno obnovljali v 16. stoletju, v njem so imele svoje rezidence tudi različne plemiške rodbine. Skupaj z rastjo naselja so postopoma zgradili tudi tri (čedalje večja) mestna obzidja, ki so še delno ohranjena, predvsem stolpi.

## Zgodovinski center mesta
Mesto se je širilo v nasprotno smer od gradu, zgrajenega ob samem robu terase. Najstarejša dela naselja sta tako Borgo Vecchio (stara četrt) in Valbruna, ki ju je obdajalo prvo obzidje. Dostop skozenj je bil skozi vrata pod še danes ohranjenem stolpom Torre Orientale. V 14. stoletju so zgradili nove četrti Borgo di Mezzo, Broiluccio (danes trg Borgolucido) in Borgo Nuovo (nova četrt). Od obzidja, ki jih je varoval, je ohranjen samo stolp Torre Occidentale z vrati. 
Osnovne dejavnost naselja so bile od nekdaj trgovina in razne obrti, posebej na Piazza del Duomo (trgu ob župnijski cerkvi) pa so organizirali sejme. Na tem trgu, pod občinsko ložo (Loggia della Macia), je na stebru še danes označena t. i. "Macia", uradna mera, ki so jo ob prodaji tkanin uporabljali v mestu.

### Grad
Grad, ki je bil zgrajen verjetno v 11. stoletju, je bil kasneje utrjen z obrambnim vodnim jarkom. Za dostop v grad je služil dvižni most, ki so ga v 18. stoletju nadomestili s kamnitim mostom. Prvotno ime gradu je bilo Spengenberg, kar pomeni »sokolji grad«, po njem je dobilo ime tudi naselje. Na s freskami okrašeni fasadi gradu so v spodnji vrsti naslikani prizori plemiških užitkov, v zgornji vrsti pa plemiške vrline.

### Duomo Santa Maria Maggiore
Najpomembnejša cerkev v mestu je župnijska cerkev (duomo) Santa Maria Maggiore. Z njeno gradnjo so začeli leta 1284, na pobudo plemiča Walterpertolda, in pred tem porušili celo mestno četrt. Glavno pročelje na vzhodni strani označuje sedem okroglih oken, ob katerih so v notranjosti uprizorjeni angeli apokalipse ob koncu sveta. Severno pročelje označuje veliki kamniti portal z grbi plemiških rodbin. 
V notranjosti so na stenah glavne ladje ohranjene freske iz 14. stoletja, s prizori iz stare in nove zaveze ter križanjem na sredini. Freske so bile dolgo skrite pod nanosi kasnejšega ometa, odkrili so jih šele leta 1930. Med svetniki je pogosto prikazan Giovanni Battista, mestni predstavnik bogate firenške rodbine bankirjev, ki je sofinancirala gradnjo stolnice. V sredini cerkve so mogočne orgle iz 16. stoletja, z vratci, ki so jih čudovito poslikali v Pordenonu.

### Šola mozaika
Mesto samo je daleč naokrog znano po svoji šoli mozaika ( italijansko: Scuola Mosaicisti del Friuli), ki je bila ustanovljena leta 1922, z namenom, da bi lahko mladim ohranili znanje o tej starodavni tehniki. Posebna oblika mozaika je t. i. terazzo, to je tlak iz naravnih kamnov, ki so ga tradicionalno izdelovali v okoliških naseljih Spilimberga, v krajih kot so Sequals, Solimbergo, Cavasso, Meduno in Toppo. Pri tem so uporabljali kamne iz reke Tilment. Danes je šola mozaika v Spilimbergu edina te vrste, ki izobražuje profesionalce v tehniki mozaika, zato se na njej izobražujejo tudi številni mladi iz tujine. Posebna skrb se namenja razvoju novih tehnik in novih umetniških izdelkov, izdelujejo se tudi mozaiki po naročilu, prav tako pa obnavljajo tudi antične mozaike. Tukaj so izdelali mozaike, ki krasijo Kongresno knjižnico v Washingtonu, War Memorial v Canberri, baziliko Jezusovega groba v Jeruzalemu, pa tudi tiste na spomeniku Ground Zero v New Yorku. V šoli je tudi velika galerija, v kateri je moč videti dela učencev in njihovih učiteljev, pa tudi mozaike, ki odkrivajo pet tisočletij zgodovine mozaika: od talnih grških, rimskih in bizantinskih mozaikov, vse do modernih. Med šolskim letom je mogoče obiskati tudi delavnice, kjer lahko vidimo sam postopek izdelave mozaika.
- Duomo Santa Maria Maggiore, vzhodno pročelje
- Duomo Santa Maria Maggiore, stransko pročelje z glavnim portalom
- Palača Nordis di Sopra, sedaj sedež občinske uprave
- Freska na Porta Occidentale
- Spilimbergo, Via Roma
- Torre Orientale

## Kultura
Festival Folkest je posvečen glasbi različnih etničnih skupin, narodov in svetovnih kultur, tudi popularni glasbi, katerega prizorišča so poleg Spilimberga tudi v Benečiji, na Koroškem, v Sloveniji in Istri, vsako leto v mesecu juliju.

## Macia
Obeležje je dobilo ime po starodavni merski enoti, reproducirani na stebru Palače La Loggia na trgu Piazza Duomo. Ta merska enota (iz leta 1438), imenovana Macia, je v Spilimbergu nekoč služila kot merilo za merjenje tkanin in ustreza dolžini 68,4 cm.

## Znane osebnosti
- Giovanni Battista Cavedalis